# Oshkosh (Nebraska)
Oshkosh is een plaats (city) in de Amerikaanse staat Nebraska, en valt bestuurlijk gezien onder Garden County.

## Demografie
Bij de volkstelling in 2000 werd het aantal inwoners vastgesteld op 887. In 2006 is het aantal inwoners door het United States Census Bureau geschat op 762, een daling van 125 (-14,1%).

## Geografie
Volgens het United States Census Bureau beslaat de plaats een oppervlakte van 1,7 km², geheel bestaande uit land. Oshkosh ligt op ongeveer 1033 m boven zeeniveau.

## Plaatsen in de nabije omgeving
De onderstaande figuur toont nabijgelegen plaatsen in een straal van 40 km rond Oshkosh.